# إل كامينو: بريكنغ باد موفي
إل كامينو: بريكنغ باد موفي (بالإنجليزية: El Camino: A Breaking Bad Movie)‏ هو فيلم دراما وجريمة غرب أمريكي يمثل استمرارًا للمسلسل التلفزيوني اختلال ضال، يعمل مؤلف المسلسل فينس غيليغان ككاتب سيناريو ومنتج ومخرج للفيلم، حيث يعيد آرون بول دوره كـ جيسي بينكمان تتبع الأحداث ما يحدث لبينكمان عقب هروبه في الجزء الخامس من المسلسل.
شاع عن وجود فيلم عند نهاية المسلسل في عام 2013، بعدها أخبر فينس غيليغان آرون بول عن الفكرة في عام 2017 وقد نالت أعجابه، بالقرب من الذكرى العاشرة للمسلسل، وبدأ التصوير سراً في نيو مكسيكو في نوفمبر 2018 واستمر ما يقرب من 60 يوماً، ظل المشروع غير مؤكد حتى أغسطس 2019 عندما أصدرت نتفليكس مقطع دعائي للفيلم.
تم عرض الفيلم رقميًا على نتفليكس في 11 أكتوبر 2019، مع بث تلفزيوني في وقت لاحق على شبكة إيه إم سي.

## القصة
يسعى «جيسي بينكمان» إلى الحرية بعد الهروب من خاطفيه، ومطاردته من قبل ضباط الشرطة.

## طاقم التمثيل
- آرون بول بدور جيسي بينكمان
- تشارلز بيكر بدور بيتي النحيل
- مات إل. جونز بدور بادجر
- جوناثان بانكس بدور مايك
- لاري هانكين بدور جوي العجوز
- فرانك روس بدور إيرا، المؤسس والمالك السابق لفامونوس بيست حتى باعها إلى جيسي ومايك ووالتر.

بالإضافة إلى ذلك، ذكر فينس غيليغان أن أكثر من عشرة شخصيات من المسلسل ستظهر في الفيلم.

## روابط خارجية
- إل كامينو: بريكنغ باد موفي على موقع IMDb (الإنجليزية)
- إل كامينو: بريكنغ باد موفي على موقع ميتاكريتيك (الإنجليزية)
- إل كامينو: بريكنغ باد موفي على موقع روتن توميتوز (الإنجليزية)
- إل كامينو: بريكنغ باد موفي على موقع نتفليكس (الإنجليزية)
- إل كامينو: بريكنغ باد موفي على موقع ألو سيني (الفرنسية)
- إل كامينو: بريكنغ باد موفي على موقع فيلمافينيتي (الإسبانية)
- إل كامينو: بريكنغ باد موفي على موقع قاعدة بيانات الأفلام السويدية (السويدية)
- إل كامينو: بريكنغ باد موفي على موقع قاعدة بيانات الفيلم (الإنجليزية)
- إل كامينو: بريكنغ باد موفي على موقع ليتربوكسد (الإنجليزية)
- إل كامينو: بريكنغ باد موفي على موقع كينوبويسك (الروسية)